# 济南道
济南道，中华民国初期在山东省设置的道。
1914年6月由岱北道改名，治所在历城县（今山东济南市）。属山东省。辖历城、章丘、邹平、淄川、长山、桓台、齐河、齐东、济阳、长清、泰安、新泰、莱芜、肥城、惠民、阳信、无棣、滨县、利津、乐陵、沾化、蒲台、商河、青城、博兴、高苑、博山等县。辖区约当今山东省乐陵、商河、济阳、齐河、济南等市县以东（庆云县除外），东营、垦利、博兴、淄博（临淄区除外）、莱芜、沂源等市县以西，肥城、泰安、新泰三市以北地区。
1925年10月22日，山东督办兼省长张宗昌下令，改四道为十一道，仅济南道保留原名，但辖县减少为十县，即历城、章丘、邹平、淄川、长山、桓台、齐河、齐东、济阳、长清。1927年，南京政府废除道制，但未在山东执行。1928年4月，张宗昌被北伐军逐出山东。6月，南京政府建立山东省政府，实质上废除道制。